# Mario Kindelán
Mario César Kindelán Mesa (Holguín, 1971. szeptember 10. –) kétszeres olimpiai bajnok és háromszoros világbajnok kubai amatőr ökölvívó.

## Eredményei
- 1999-ben aranyérmes a pánamerikai játékokon könnyűsúlyban.
- 1999-ben világbajnok könnyűsúlyban.
- 2000-ben olimpiai bajnok könnyűsúlyban. A döntőben a későbbi profi világbajnok ukrán Andrij Kotelniket győzte le.
- 2001-ben világbajnok könnyűsúlyban.
- 2003-ban világbajnok könnyűsúlyban. Az elődöntőben Káté Gyulát győzte le.
- 2003-ban aranyérmes a pánamerikai játékokon könnyűsúlyban.
- 2004-ben olimpiai bajnok könnyűsúlyban. A döntőben a brit Amir Khant győzte le.

380 mérkőzés: 358 győzelem és 22 vereség.